# Cabin cruiser

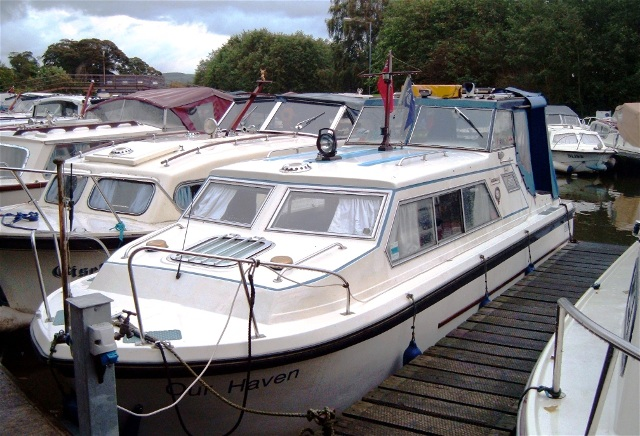

Un cabin cruiser est un type de bateau à moteur de plaisance dont la cabine est aménagée pour l'habitation. Sa taille est habituellement comprise entre 7  et   14 mètres, les plus grands bateaux étant classés dans la catégorie des yachts.
Ils sont généralement équipés d'un ou deux moteurs dits « inboard » (moteurs à bord avec transmission par arbre), souvent Diesel en Europe. Les plus petits, par souci de gain de place, restent souvent équipés de moteurs hors-bord.
Les cabin cruiser permettent de disposer des mêmes fonctionnalités qu'un yacht tout en étant beaucoup moins cher à l'achat et à l'entretien, et peuvent être manœuvrés et entretenus par le propriétaire lui-même. Ces bateaux ont en général une bonne tenue en mer en raison de leur taille et de leur pontage intégral.